# Benjamin van Leer
Benjamin van Leer, né le 9 avril 1992 à Nieuwegein, est un footballeur néerlandais évoluant au poste de gardien de but.

## Biographie
Avec le club du Roda JC, il dispute 68 matchs en première division néerlandaise.
Le 30 juin 2017, il signe un contrat de quatre ans en faveur de l'Ajax Amsterdam, en échange d'une indemnité de transfert de 700 000 euros.